# Davidius zhoui
Davidius zhoui är en trollsländeart som beskrevs av Chao 1995. Davidius zhoui ingår i släktet Davidius och familjen flodtrollsländor. Inga underarter finns listade i Catalogue of Life.